# Pellionia longipetiolata
Pellionia longipetiolata är en nässelväxtart som beskrevs av Henry Nicholas Ridley. Pellionia longipetiolata ingår i släktet Pellionia och familjen nässelväxter. Inga underarter finns listade i Catalogue of Life.